# Orisant

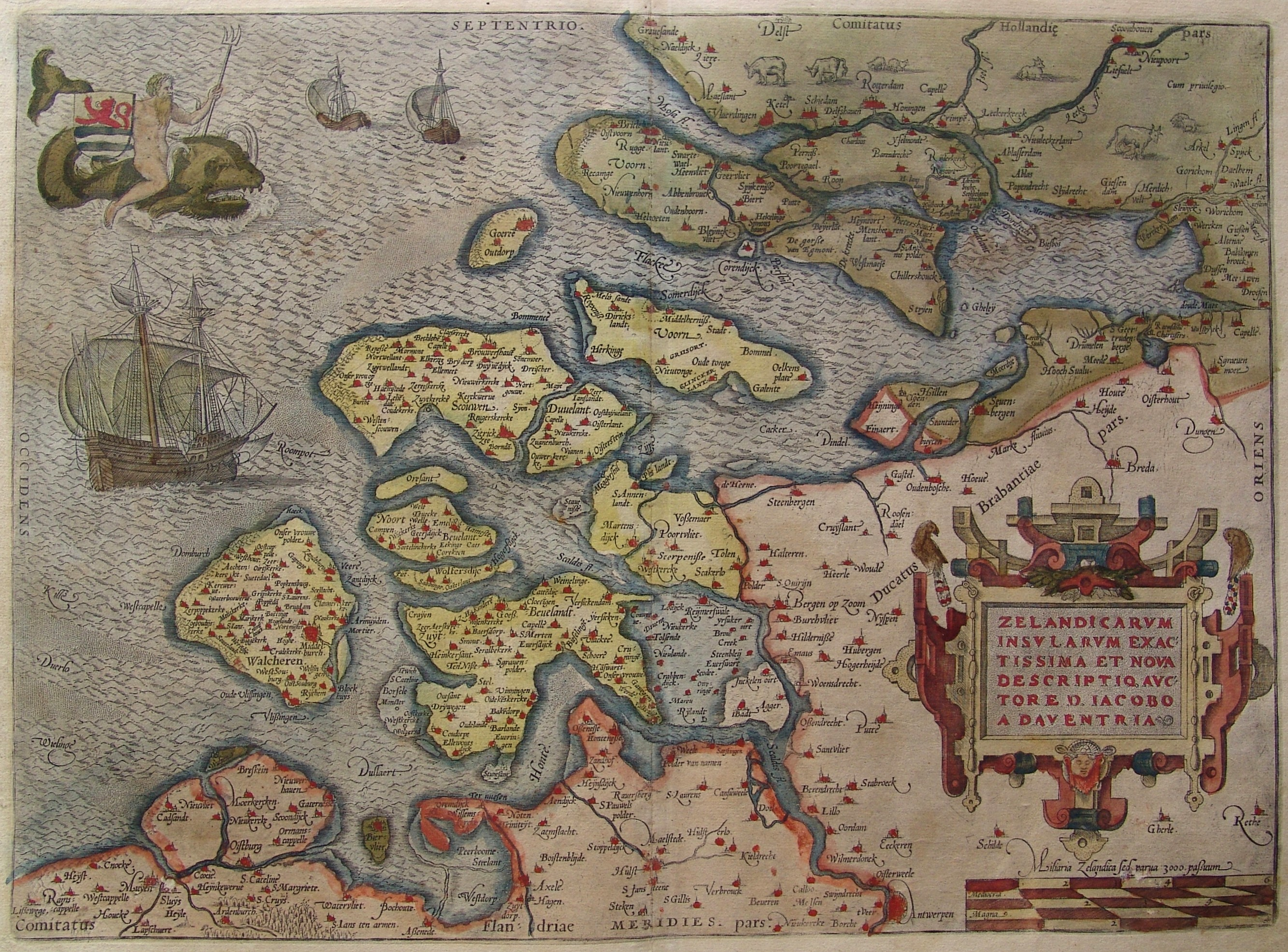
Kaart van Abraham Ortelius uit 1580. Het eiland staat aangegeven als Oresant

Orisant is een verdwenen eiland in de Oosterschelde. Het lag iets ten noorden van Noord-Beveland.

## Ontstaan
In de Rijn-Maas-Scheldedelta was de kust vanaf 400 v.Chr. sterk in beweging, waarbij  afbraak van de kust de boventoon voerde. Toch kon het land incidenteel groeien, bijvoorbeeld door de invloeden van wind en stroming of menselijk ingrijpen. Rond 1300 komt Orisant als de droogte Worighesant voor het eerst voor op oude kaarten. Het was een zandplaat, die slechts door een smalle kreek 't Fael werd gescheiden van Noord-Beveland. Voor zover menselijke activiteit op het nieuwe eiland is aan te tonen, gaat dat voornamelijk om herders die er hun schapen weidden. In 1570 wordt voor Orisant een aantal van 1400 schapen genoemd. De mest van de dieren zorgde voor sterkere grassen, die weer meer zand konden vasthouden.

## Inpoldering
Op 13 april 1361 werd het eiland aangekocht door Margaretha van Moermond en Wouter van Heemskerk, adellijke grootgrondbezitters op Schouwen-Duiveland. Ze kochten Orisant van hertog Albrecht van Beieren. Van hun plannen om het eiland in te polderen kwam niets terecht. Ook latere eigenaren lieten het eiland niet bedijken.
In de vijftiende en zestiende eeuw kwamen bedijking en inpoldering in Nederland in een stroomversnelling, niet alleen door nieuwe technieken, maar vooral door bestuurlijk-juridische constructies die het mogelijk maakten investeerders aan te trekken en te belonen. Dat konden kooplieden en andere vermogenden zijn, maar ook veel adellijke personen investeerden in nieuw land. Tegelijk kende deze periode een flink aantal desastreuze stormvloeden, die de vastberadenheid van investeerders en dijkwerkers danig op de proef stelden.
Voor Orisant betekende dit dat Maria van Nassau, zuster van Willem van Oranje, in 1598 geld investeerde in de inpoldering van het eiland, terwijl zij bezig waren het in 1530 verdronken Noord-Beveland opnieuw in te dijken. In 1602 werd begonnen met het indijken van het eiland. Pieter Stoffelsz van Mattemburgh organiseerde namens Maria van Nassau een verpachting van de grond en zorgde voor een bestuur op het eiland. Hans van Damme werd er de eerste schout.
De inpoldering was geen succes. De pioniers werden gehinderd door tegenslagen als hongersnood, dijkvallen en dijkbreuk. Door dijk- en oevervallen en steeds opnieuw binnenwaarts aanleggen van nieuwe dijken, werd het eiland steeds kleiner. Reeds in 1609 trok een groot deel van de pachters van het eiland weg, hoewel sommigen later terugkwamen. Rond 1634 vertrokken ook de meest volhardende pachters en bleef slechts een enkeling op het eiland achter. Rond 1639 verdween het eiland in de golven van de Oosterschelde.

## Ganuenta
De zandplaat Orisant was niet het eerste land op deze plaats. In de Romeinse oudheid lag er de van oorsprong Keltische nederzetting Ganuenta. Zij raakte bekend nadat in 1970 door een visser altaarstenen van een tempel voor de godin Nehalennia werden opgevist in de Schaar van Colijnsplaat, ter hoogte van de zuidoostpunt van het voormalige Orisant. Na het jaar 300 moet de nederzetting in het water zijn verdwenen. In 2004 werd in Colijnsplaat een replica van de tempel gebouwd.